# Кнышинский лесной ландшафтный парк имени Витольда Славинского

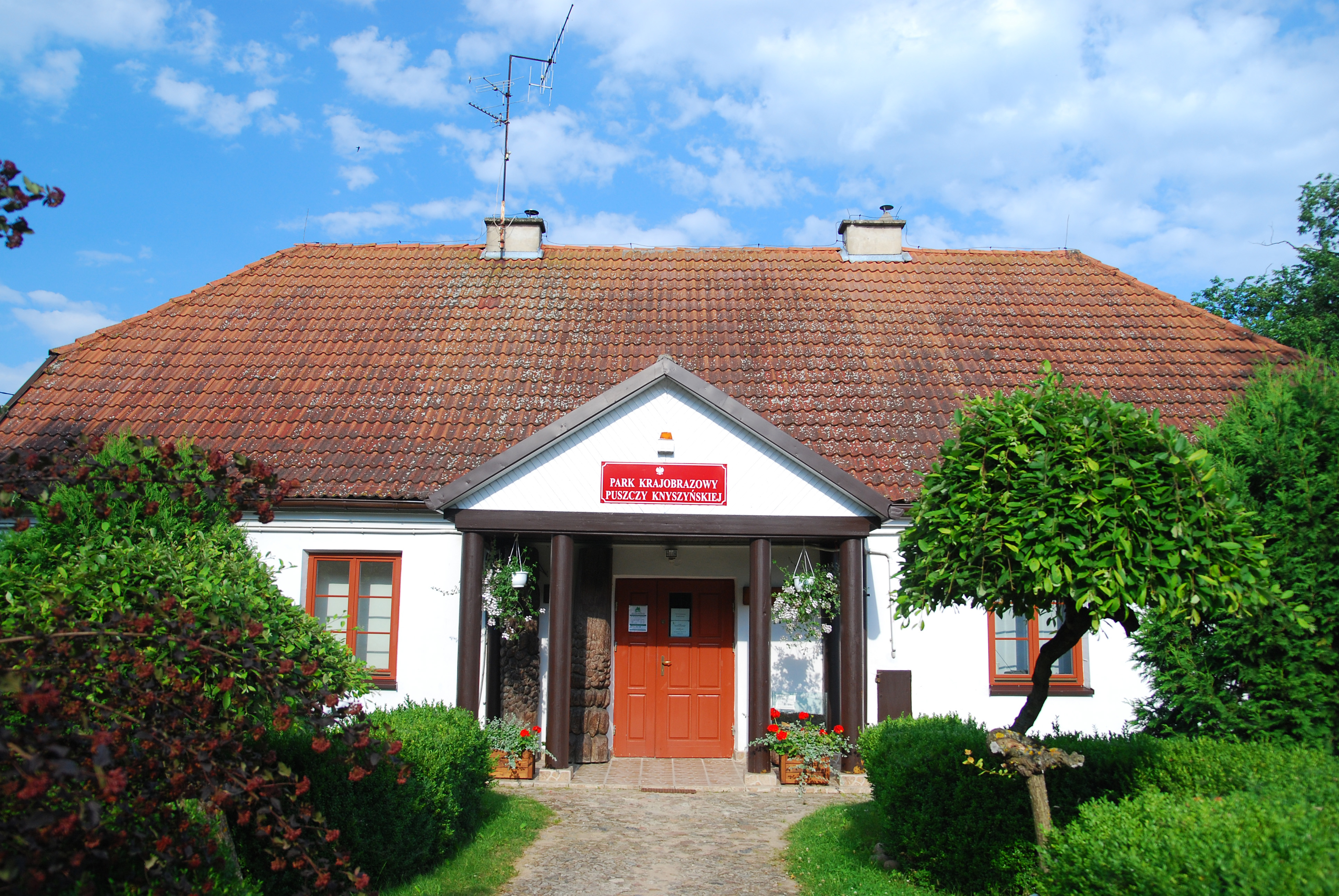
Здание дирекции Кнышинского лесного ландшафтного парка

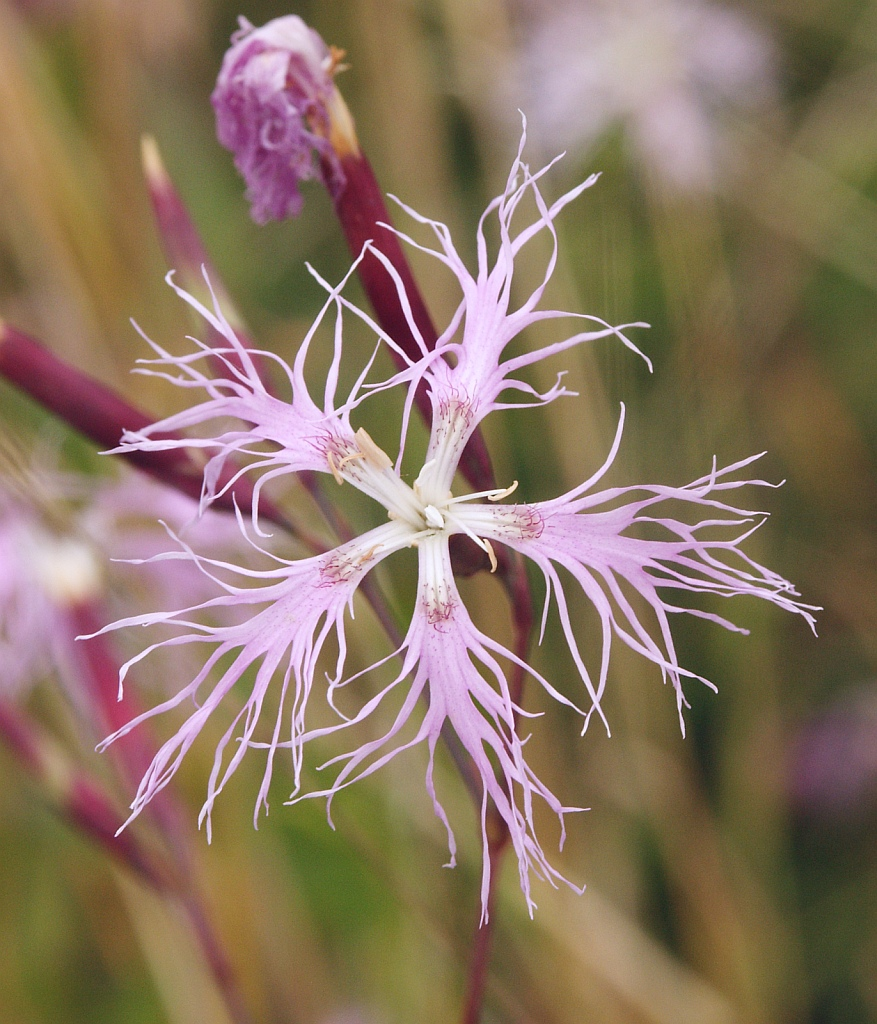
Цветок гвоздики пышной
(Dianthus superbus)

Кнышинский лесной ландшафтный парк имени Витольда Славинского — ландшафтный парк, расположенный в Подляском воеводстве в 11 гминах: Янув, Сокулка, Кнышин, Чарна-Бялостоцка, Шудзялово, Добжинево-Дуже, Василькув, Супрасль, Крынки, Грудек, Михалово.
Общая площадь парка 126 702 гектара. Парк создавался для охраны природных лесных комплексов, речных долин, многочисленных разнообразных послеледниковых форм рельефа, мореновых холмов и ледовых впадин.

## История
Кнышиньский лес, в связи с близлежащей Беловежской пущей, долгое время не привлекал интерес натуралистов. Первый заповедник, на этом месте, площадью всего несколько гектаров, был открыт в 1970 году, и назывался Будзиск. Два года спустя, был создан уже второй, также небольшой по площади, заповедник Карчмиско. Следующие четыре заповедники были созданы только в 1987 году. Кнышинский лесной ландшафтный парк имени Витольда Славинского был создан по решению Белостоцкого городского совета 24 мая 1988 года. Площадь парка, на момент его создания, составляла 73 094 гектара, а его рекреационная зона составляла 52 255 га. Парк получил свое название в честь профессора Витольда Славинского, биолога и краеведа и на момент создания был самым большим ландшафтным парком Польши.

## Описание
Рельеф парка сформировался во время днепровского оледенения. Его характерной особенностью является разнообразие геоморфологических форм, которые формируются моренами, камами, озами, зандрами. Есть несколько песчаных дюн, сформированных в результате эоловых процессов. Высота парка в некоторых местах, превышает 200 м над уровнем моря. По заповеднику протекает река Супрасль, которая является основным источником питьевой воды для Белостока. В Кнышинском лесном ландшафтом парке существует много торфяников, болот и водных угодий, представленных, в основном в виде маленьких рек и ручьев. Озера остались только в приграничных районах заповедника на востоке и юго-востоке, в остаточном состоянии.
Лесные насаждения парка занимают 78 % площади, которые в своем большинстве сохранили первозданный вид и представлены в виде старых и высоких деревьев. В основном, доминируют сосновые и сосново-еловые леса. В северной и южной части заповедника, также присутствуют дубово-грабовые леса, а вдоль речных долин и ручьев встречаются ольховые леса. Пахотные земли занимают 13 % площади парка, луги и пастбища 7 %, другие районы (здания, дороги, водные угодья) 2 %.

## Флора
В парке насчитывается 843 вида растений, в том числе:
- Страусник обыкновенный (Matteucia struthiopteris)
- Хамедафне (Chamaedaphne calyculata)
- Фиалка лысая (Viola epipsila)
- Ива черничная (Salix myrtilloides)
- Хаммарбия болотная (Hammarbya paludosa)
- Берёза низкая (Betula humilis),
- Ива лопарская (Salix Lapponum)
- Гвоздика пышная (Dianthus superbus)
- Росянка круглолистная (Drosera rotundifolia)
- Пальчатокоренник пятнистый (Dactylorhiza maculata)
- Ладьян трёхнадрезный (Corallorhiza trifida)
- Зубровка южная (Hierochloë australis)
- Водяника чёрная (Empetrum nigrum)
- Мытник болотный (Pedicularis palustris)
- Колючник бесстебельный (Carlina acaulis)

## Фауна
В парке насчитывается 153 вида птиц и 5 видов рептилий, в том числе:
- Прыткая ящерица (Lacerta agilis)
- Живородящая ящерица (Lacerta vivipara)
- Ломкая веретеница (Anguis fragilis)
- Обыкновенный уж (Natrix natrix)
- Обыкновенная гадюка (Vipera berus)
- Чёрный аист (Ciconia nigra)
- Осоед (Pernis apivorus)
- Змееяд (Circaetus gallicus)
- Орёл-карлик (Hieraaetus pennatus)
- Рябчик (Tetrastes bonasia)
- Тетерев-косач (Tetrao tetrix)
- Серый журавль (Grus grus)
- Филин (Bubo bubo)
- Воробьиный сыч (Glaucidium passerinum)
- Мохноногий сыч (Aegolus funereus)
- Белоспинный дятел (Dendrocopos leucotos)
- Трёхпалый дятел (Picoides tridactylus)
- Желна (Dryocopus martius)

## Туризм
Кнышинский лесной ландшафтный парк имени Витольда Славинского открытый для туристов. В парке существует 13 туристических маршрутов. Маршруты можно преодолевать пешком, на велосипеде, на байдарке, или на лошадях. В парке есть также специальный конный маршрут для опытных наездников, который начинается на юге Михалува. Длина маршрута около 120 км. Есть также специальные велосипедные маршруты. В парке часто проводятся соревнования по велоспорту. Также есть водные трассы для байдарок, которые проходят по реке Супрасль.